# Valay
Cet article possède un paronyme, voir Velet.
Valay est une commune française située dans le département de la Haute-Saône, la région culturelle et historique de Franche-Comté et la région administrative Bourgogne-Franche-Comté.

## Géographie

### Description
Valay est situé à une dizaine de kilomètres de Pesmes.

### Communes limitrophes

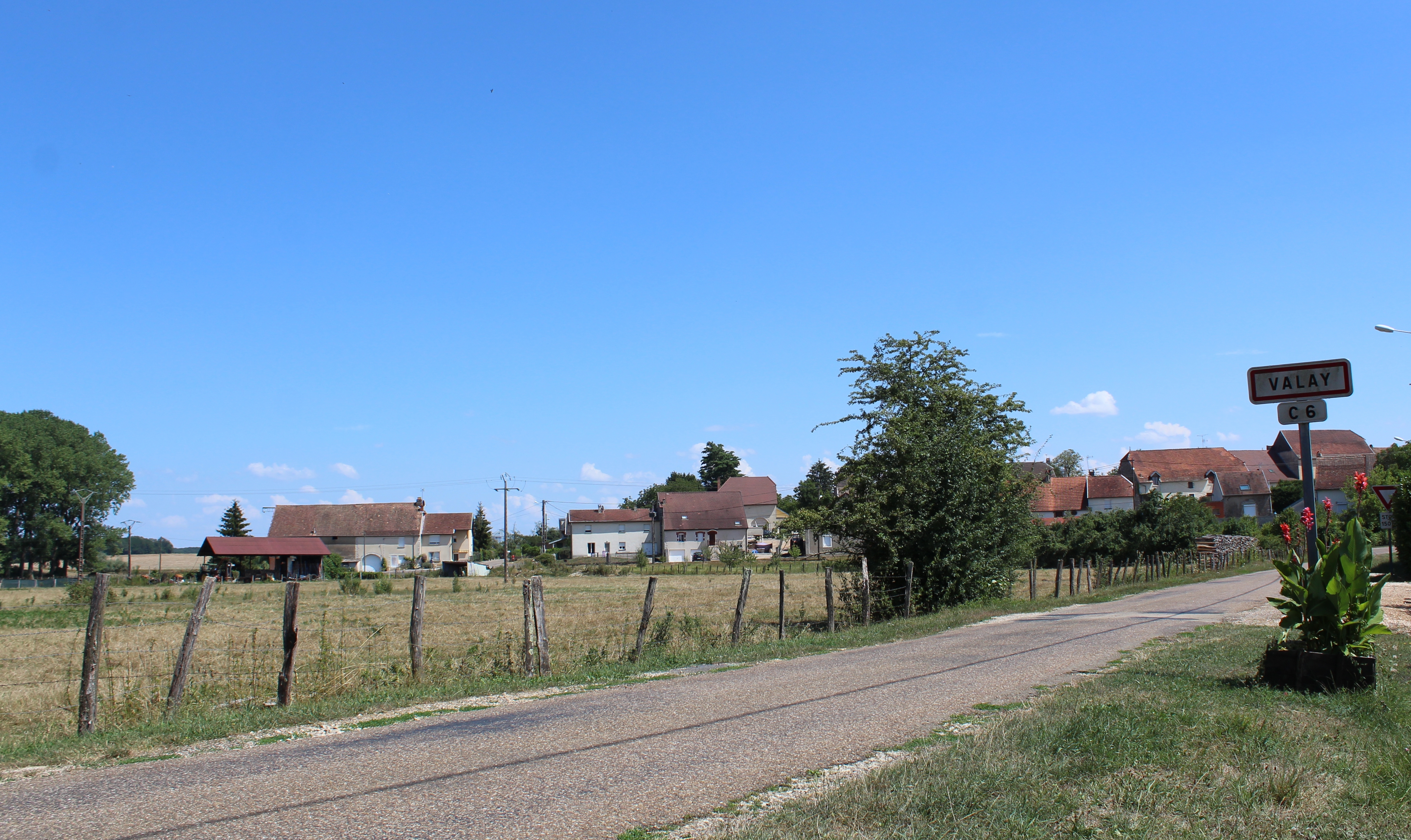
Entrée du village.

### Hydrographie
La commune située dans un vallon est traversée par un petit cours d'eau appelé la Tourouge, puis La Rèsie plus en aval, qui prend sa source au lieu-dit Petit Valay et se jette dans la rivière l'Ognon en amont du bourg de Broye-lès-Pesmes.

### Climat
Pour des articles plus généraux, voir Climat de la Bourgogne-Franche-Comté et Climat de la Haute-Saône.
En 2010, le climat de la commune est de type climat des marges montargnardes, selon une étude du Centre national de la recherche scientifique s'appuyant sur une série de données couvrant la période 1971-2000. En 2020, Météo-France publie une typologie des climats de la France métropolitaine dans laquelle la commune est exposée à un climat semi-continental et est dans la région climatique  Lorraine, plateau de Langres, Morvan, caractérisée par un hiver rude (1,5 °C), des vents modérés et des brouillards fréquents en automne et hiver. 
Pour la période 1971-2000, la température annuelle moyenne est de 10,5 °C, avec une amplitude thermique annuelle de 17,1 °C. Le cumul annuel moyen de précipitations est de 965 mm, avec 12,7 jours de précipitations en janvier et 8,6 jours en juillet. Pour la période 1991-2020, la température moyenne annuelle observée sur la station météorologique de Météo-France la plus proche, « Cugney », sur la commune de Cugney à 7 km à vol d'oiseau, est de 11,2 °C et le cumul annuel moyen de précipitations est de 958,2 mm. 
La température maximale relevée sur cette station est de 40 °C, atteinte le 31 juillet 2020 ; la température minimale est de −17 °C, atteinte le 20 décembre 2009,,. 
Les paramètres climatiques de la commune ont été estimés pour le milieu du siècle (2041-2070) selon différents scénarios d'émission de gaz à effet de serre à partir des nouvelles projections climatiques de référence DRIAS-2020. Ils sont consultables sur un site dédié publié par Météo-France en novembre 2022.

## Urbanisme

### Typologie
Au 1er janvier 2024, Valay est catégorisée commune rurale à habitat dispersé, selon la nouvelle grille communale de densité à sept niveaux définie par l'Insee en 2022.
Elle est située hors unité urbaine. Par ailleurs la commune fait partie de l'aire d'attraction de Besançon, dont elle est une commune de la couronne,. Cette aire, qui regroupe 310 communes, est catégorisée dans les aires de 200 000 à moins de 700 000 habitants,.

### Occupation des sols
L'occupation des sols de la commune, telle qu'elle ressort de la base de données européenne d’occupation biophysique des sols Corine Land Cover (CLC), est marquée par l'importance des territoires agricoles (62,9 % en 2018), une proportion sensiblement équivalente à celle de 1990 (63,5 %). La répartition détaillée en 2018 est la suivante : 
terres arables (55 %), forêts (31,8 %), prairies (7,8 %), zones urbanisées (3,9 %), milieux à végétation arbustive et/ou herbacée (1,4 %). L'évolution de l’occupation des sols de la commune et de ses infrastructures peut être observée sur les différentes représentations cartographiques du territoire : la carte de Cassini (XVIIIe siècle), la carte d'état-major (1820-1866) et les cartes ou photos aériennes de l'IGN pour la période actuelle (1950 à aujourd'hui).

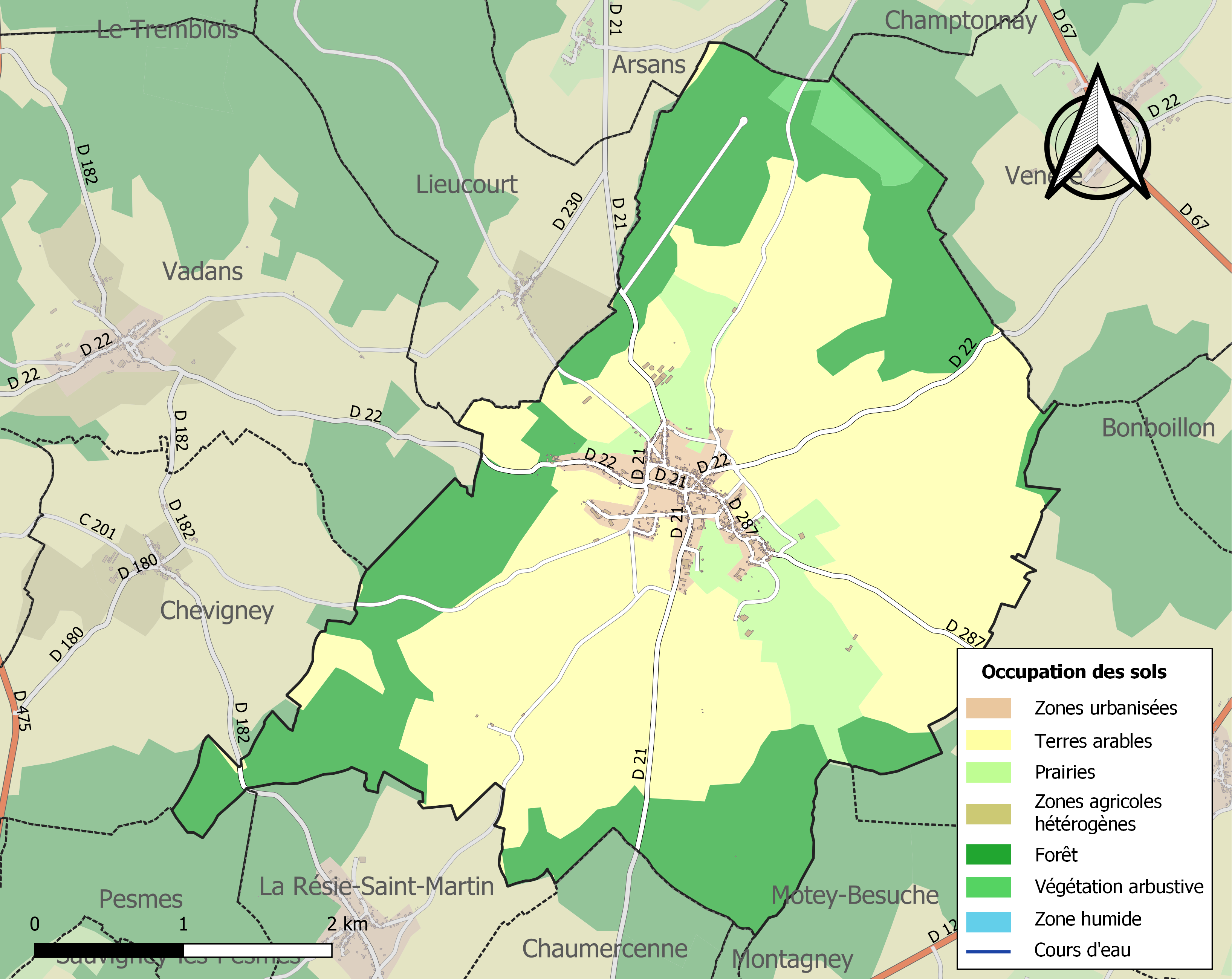
Carte des infrastructures et de l'occupation des sols de la commune en 2018 (CLC).

## Histoire
Valay était un fief du comté de Bourgogne, tenu par les sires de Pesmes qui donnent une partie de la terre à l’abbaye prémontrée de Corneux, (commune de Saint-Broing), dès sa fondation. En 1151, Guy de Pesmes lui donne une grange, des dîmes et divers droits, en 1153, Hugues de La Résie lui abandonne un alleu situé à Valay et en 1232, Guillaume sire de Pesmes, se reconnaît vassal de l’abbaye de Corneux pour un fief à Valay.
Si sa date de construction est inconnue, le château fort existe déjà en 1324.
Les forges sont attestées depuis 1689 (autorisation de construire un haut fourneau accordée à cette date). Elles ont produit au XVIIIe siècle des fontes réputées.
Peu avant 1825, ce haut fourneau est un des premiers du département à être équipé d'une machine à vapeur (6 ch) pour actionner la machine soufflante
Au XIXe siècle, Valay était un village qui vivait grâce aux carrières de minerai de fer et aux forges.
Deux décrets de 1854 et 1857 autorisent  en effet Joseph, Simon et Jean Menans, associés à Charles Bouveret, à établir deux autres hauts fourneaux, dits du Petit-Valay, dans leur propriété, à l'emplacement présumé du château. Le plan du haut-fourneau a été établi par Jean-François Bouvard géomètre à Valay le 25 Juin 1854.[document : Papier, plume, lavis, dressé par le géomètre J.F. Bouvard, Valay, le 25 juin 1854, N° de l’illustration : IVR43_19907000199X - Date : 2009 - Auteur : Jérôme Mongreville]
Ils sont édifiés dès 1855, sous la même halle, d'après des plans signés de J. Menans et Bouveret. Un logement patronal est bâti, et des logements ouvriers sont vraisemblablement reconstruits (ou aménagés) dans les dépendances situées entre les tours nord et ouest.
En 1855, les deux hauts fourneaux sont munis chacun de deux tuyères, dont la soufflerie est actionnée par deux machines à vapeur de 12 et30 ch. Leurs deux chaudières, placées à la partie supérieure des hauts fourneaux, sont chauffées avec les gaz du gueulard. Les machines à vapeur actionnent également un patouillet (machinerie qui sert à laver les minerais encroûtés de sable et d’argile), des pompes, et un monte-charge.

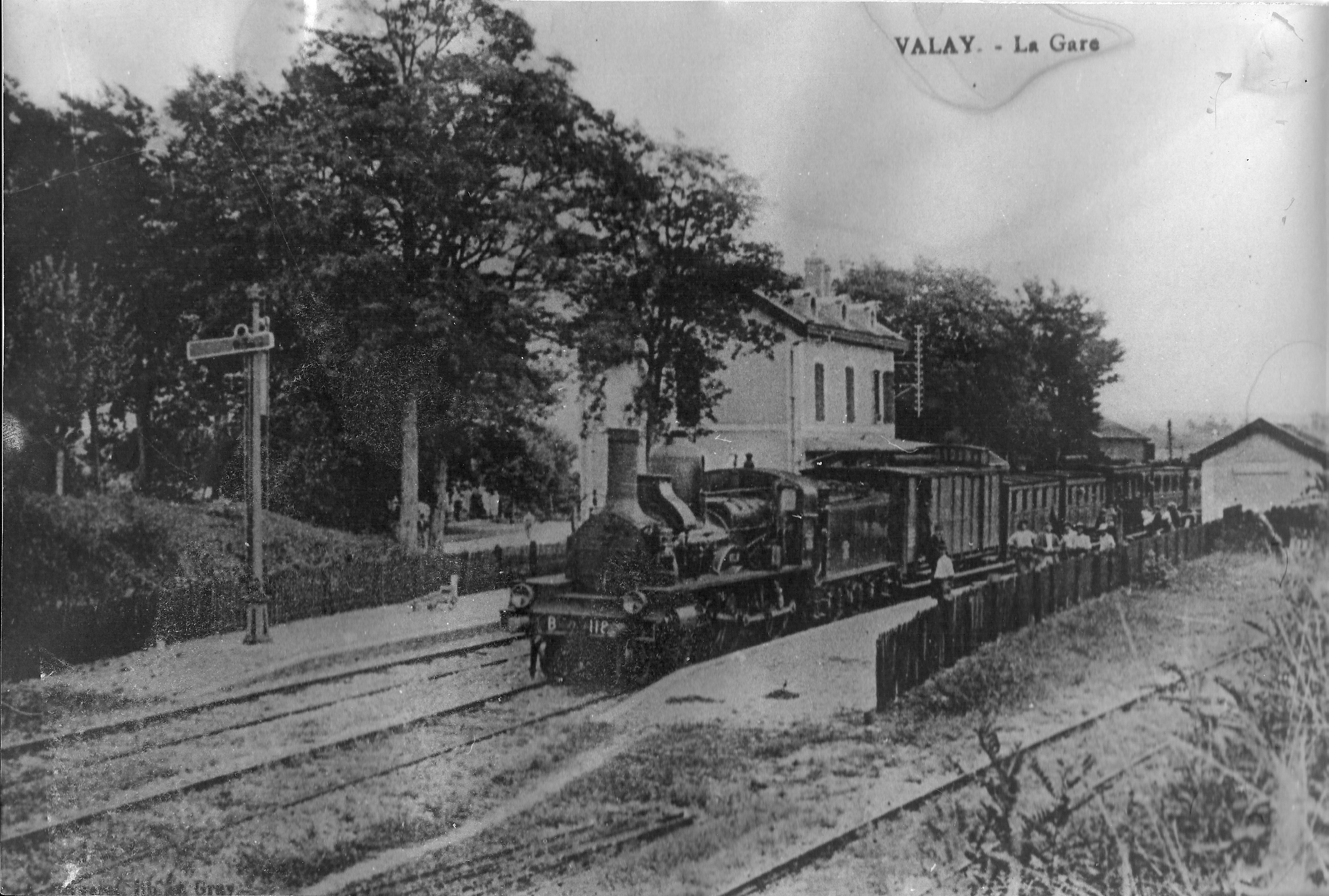
La gare de Valay, vers 1910-1920.

La production annuelle de fonte, évaluée à 1 400 tonnes, devait utiliser 2 400 m3 de minerai et consommer 24 000 stères de bois. En 1856, les frères Menans et Charles Bouveret adhèrent à la Société des hauts fourneaux, fonderies et forges de Franche-Comté. À partir de 1866, les fontes seront envoyées par chemin de fer à l'usine-mère de cette société, une forge à l'anglaise située à Fraisans (39). L'établissement métallurgique est acquis en 1880 par la Compagnie des forges d'Audincourt. La matrice cadastrale signale des travaux d'agrandissement et de destruction, menés sur les bâtiments du haut fourneau et des chaudières, et achevés en 1888. Ces travaux correspondent peut-être au démantèlement de l'un des hauts fourneaux. Le second, arrêté en 1905, est le dernier du département en activité. D'après la même source cadastrale, les installations techniques (grue de 2 500 kg, monte-charge, machine à vapeur, soufflerie et pompes pour les réservoirs supérieurs, forge, perceuse et tours, patouillet) ont été démolies en 1907. En 1893, le haut-fourneau employait 16 personnes, et en 1900, produisait 5 t de fonte brute en 24 h.
La commune a été desservie de 1866 à 1940 par une gare sur la ligne de Gray à Fraisans (vers Besançon).

## Politique et administration

### Rattachements administratifs et électoraux
La commune fait partie de l'arrondissement de Vesoul du département de la Haute-Saône, en région Bourgogne-Franche-Comté. Pour l'élection des députés, elle dépend de la première circonscription de la Haute-Saône.
Elle faisait partie depuis 1801 du canton de Pesmes. Dans le cadre du redécoupage cantonal de 2014 en France, la commune est désormais rattachée au canton de Marnay.

### Intercommunalité
La commune était le siège de la petite communauté de communes du val de Pesmes, créée par un arrêté préfectoral du 12 décembre 2002, et qui prenait la suite du Syndicat intercommunal de développement et d’aménagement du canton de Pesmes.
Dans le cadre des dispositions de la loi portant nouvelle organisation territoriale de la République (Loi NOTRe) du 7 août 2015, qui prévoit que les établissements publics de coopération intercommunale (EPCI) à fiscalité propre doivent avoir un minimum de 15 000 habitants (et 5 000 habitants en zone de montagnes), le préfet de la Haute-Saône a présenté en octobre 2015 un projet de révision du schéma départemental de coopération intercommunale (SDCI) qui prévoit notamment la scission de cette communauté de communes et le rattachement de certaines de ses communes à la communauté de communes du val marnaysien et les autres communes à celle du val de Gray,.
Malgré l'opposition du Val de Pesmes, le SDCI définitif, approuvé par le préfet le 30 mars 2016, a prévu l'extension : 
- du val marnaysien aux communes de Bard-lès-Pesmes, Berthelange, Brésilley, Chancey, Chaumercenne, Courcelles-Ferrières, Corcondray, Etrabonne, Ferrières-les-Bois, Malans, Mercey-le-Grand, Montagney, Motey-Besuche, Villers-Buzon, portant le nouvel ensemble à 13 784 habitants, selon le recensement de 2013 ;
- Val de Gray aux communes d'Arsans, Broye-Aubigney-Montseugny, Chevigney, La Grande-Résie, La Résie-Saint-Martin, Lieucourt, Pesmes, Sauvigney-lès-Permes, Vadans, Valay et Venère, portant le nouvel ensemble à 20 807 habitants[21].

C'est ainsi que la commune est désormais membre depuis le  1er janvier 2017 de la Communauté de communes Val de Gray.

### Liste des maires
| Période                                  | Période                       | Identité           | Étiquette | Qualité                                                                        |
| ---------------------------------------- | ----------------------------- | ------------------ | --------- | ------------------------------------------------------------------------------ |
| Les données manquantes sont à compléter. |                               |                    |           |                                                                                |
| 1929                                     | 1936                          | Charles Charpillet |           |                                                                                |
| 1936                                     | 1955                          | Joseph Charpillet  |           |                                                                                |
| 1955                                     | 1965                          | Alfred Sigmund     |           |                                                                                |
| 1965                                     | 1971                          | Hippolyte Hug      |           |                                                                                |
| 1971                                     | 1989                          | Charles Gautherot  |           |                                                                                |
| mars 1989                                | avril 2014                    | Joseph Magaud      |           |                                                                                |
| avril 2014                               | En cours (au 16 juillet 2020) | Claudie Gauthier   |           | Vice-présidente de la CC Val de Gray (2020 → ) Réélue pour le mandat 2020-2026 |

### Politique de développement durable
Une exploitation agricole souhaite s'équiper en 2016 d'une unité de méthanisation afin de valoriser ses déchets. Cette installation est critiquée par de nombreux habitants, qui en craignent les nuisances.

## Population et société

### Démographie

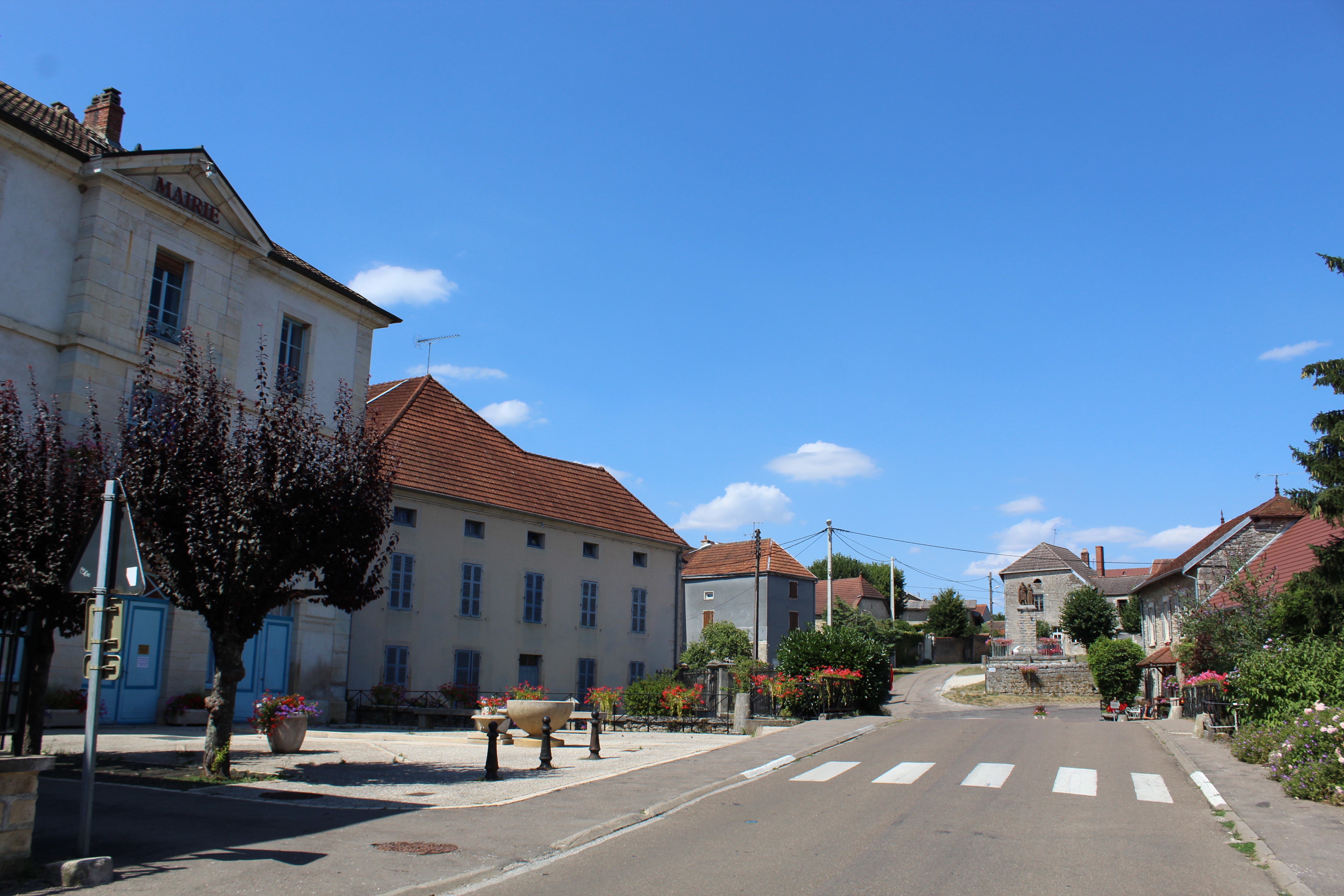
La rue principale.

L'évolution du nombre d'habitants est connue à travers les recensements de la population effectués dans la commune depuis 1793. Pour les communes de moins de 10 000 habitants, une enquête de recensement portant sur toute la population est réalisée tous les cinq ans, les populations de référence des années intermédiaires étant quant à elles estimées par interpolation ou extrapolation. Pour la commune, le premier recensement exhaustif entrant dans le cadre du nouveau dispositif a été réalisé en 2005.

En 2022, la commune comptait 650 habitants, en évolution de −5,93 % par rapport à 2016 (Haute-Saône : −1,4 %, France hors Mayotte : +2,11 %).
| 1793 | 1800 | 1806 | 1821 | 1831 | 1836 | 1841  | 1846  | 1851  |
| ---- | ---- | ---- | ---- | ---- | ---- | ----- | ----- | ----- |
| 382  | 768  | 687  | 806  | 960  | 950  | 1 036 | 1 050 | 1 069 |

| 1856  | 1861  | 1866  | 1872  | 1876  | 1881  | 1886 | 1891 | 1896 |
| ----- | ----- | ----- | ----- | ----- | ----- | ---- | ---- | ---- |
| 1 033 | 1 152 | 1 166 | 1 086 | 1 171 | 1 005 | 925  | 926  | 846  |

| 1901 | 1906 | 1911 | 1921 | 1926 | 1931 | 1936 | 1946 | 1954 |
| ---- | ---- | ---- | ---- | ---- | ---- | ---- | ---- | ---- |
| 847  | 819  | 803  | 704  | 720  | 697  | 616  | 575  | 603  |

| 1962 | 1968 | 1975 | 1982 | 1990 | 1999 | 2005 | 2006 | 2010 |
| ---- | ---- | ---- | ---- | ---- | ---- | ---- | ---- | ---- |
| 548  | 486  | 506  | 456  | 436  | 512  | 617  | 644  | 685  |

| 2015 | 2020 | 2022 | - | - | - | - | - | - |
| ---- | ---- | ---- | - | - | - | - | - | - |
| 683  | 658  | 650  | - | - | - | - | - | - |

### Enseignement
Les enfants d’Arsans, Chevigney, La Grande-Résie, La Résie-St-Martin, Lieucourt, Vadans et Valay sont scolarisés au village, ainsi que ceux de Vénère, pour la petite et la moyenne section de maternelle. Pour la rentrée 2016/17, ils étaient 163.

### Culture
La commune s'est dotée d'une bibliothèque en 2015, ouverte une demi-journée par semaine.

## Culture locale et patrimoine

### Lieux et monuments

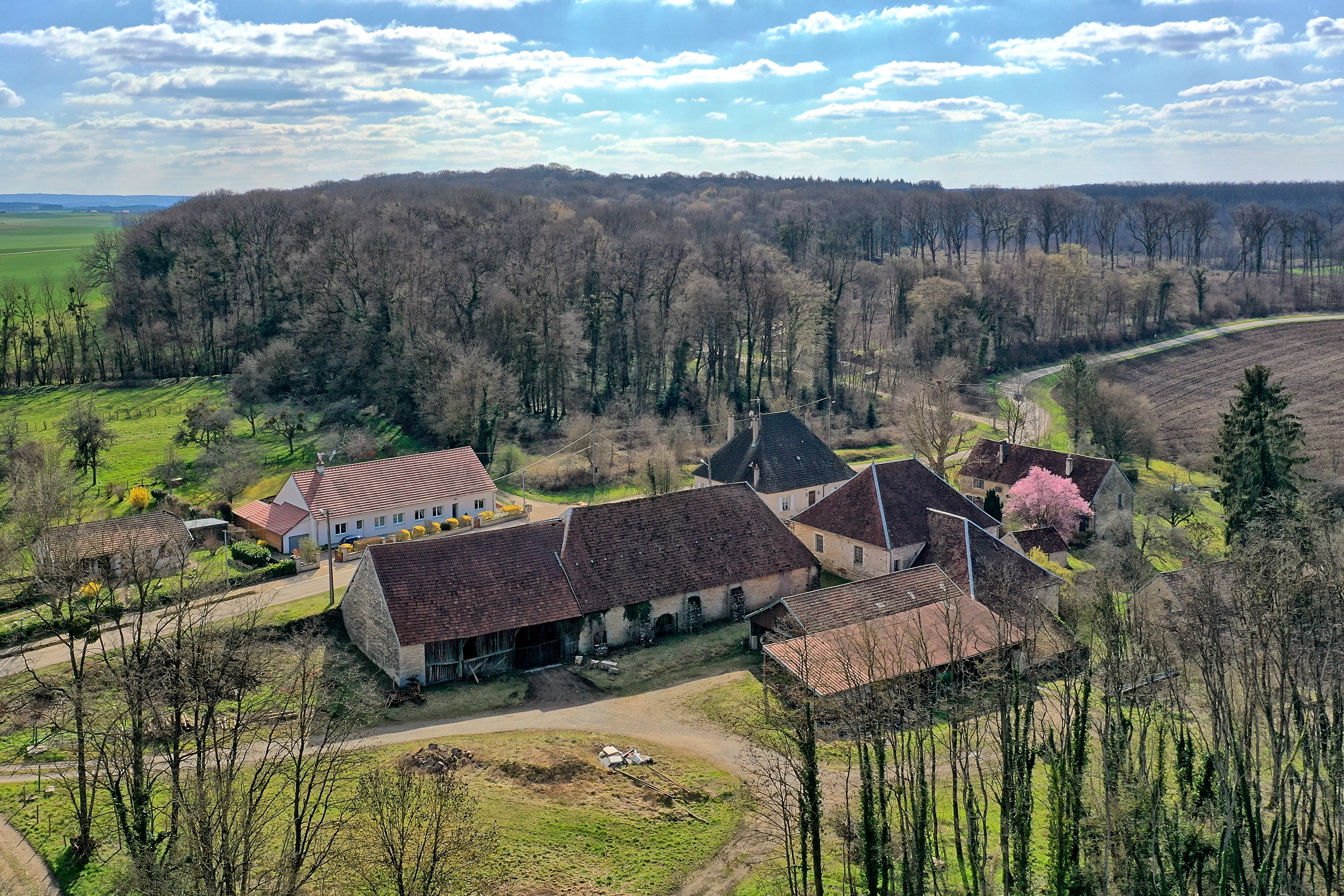
Les anciennes forges de Grand-Valay.

- La mairie, construite entre 1859 et 1864 d'après les plans de Jean-Baptiste Bertrand par les entrepreneurs Renobert Huguet et Antoine Terra[30].
- Église Saint-Pierre

Édifice construit entre 1840 et 1844 d'après les plans de l'architecte Fénéon d’Amotte, par l'entrepreneur Champennois, sur l'emplacement d'une ancienne chapelle, dite chapelle Mareschal, dont aucun autre détail n’est connu,. Le presbytère a été construit entre 1821 et 1823, d'après les plans de l'architecte Mielle, par l'entrepreneur Boucheseiche.

L'église Saint-Pierre
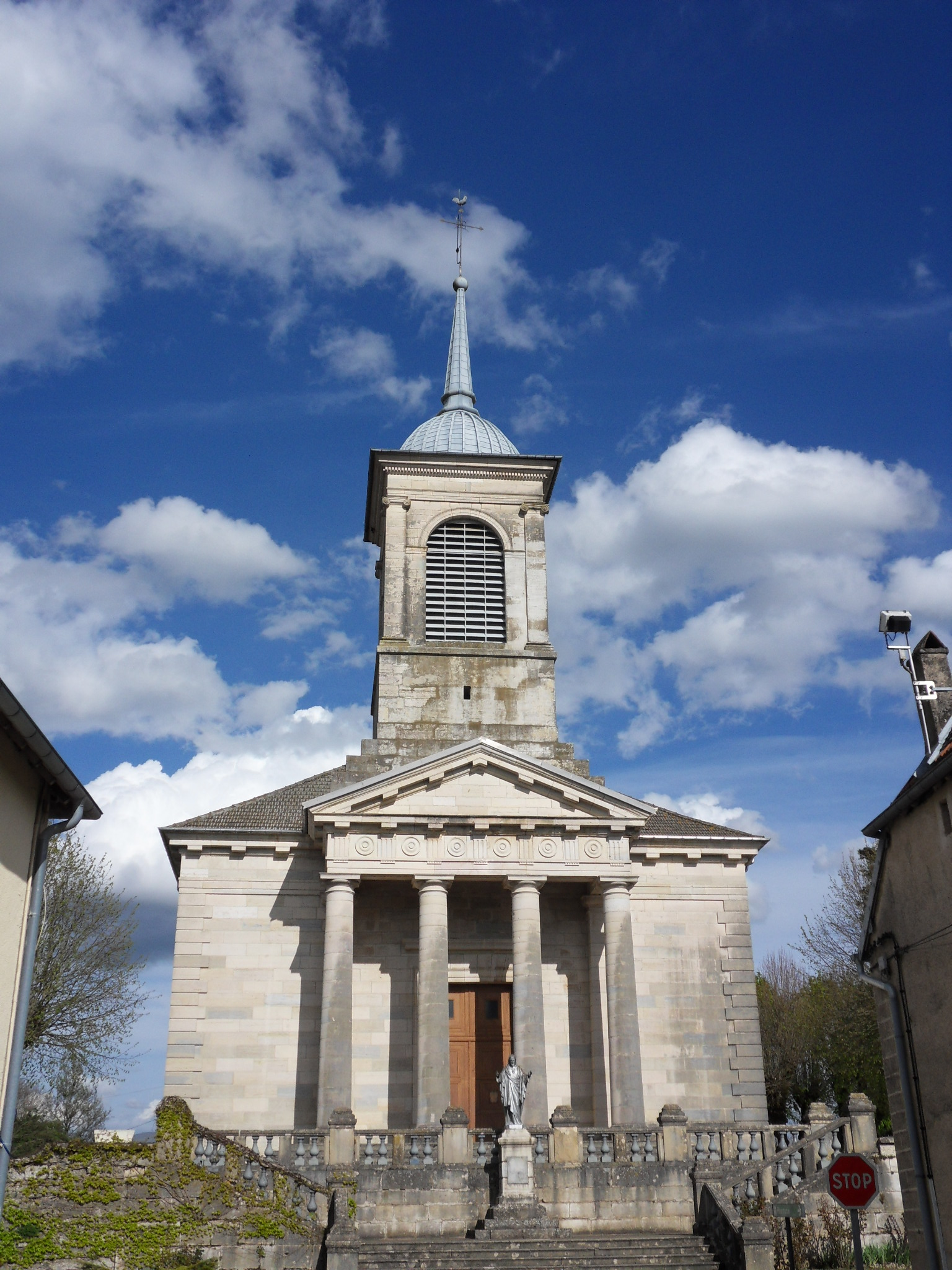
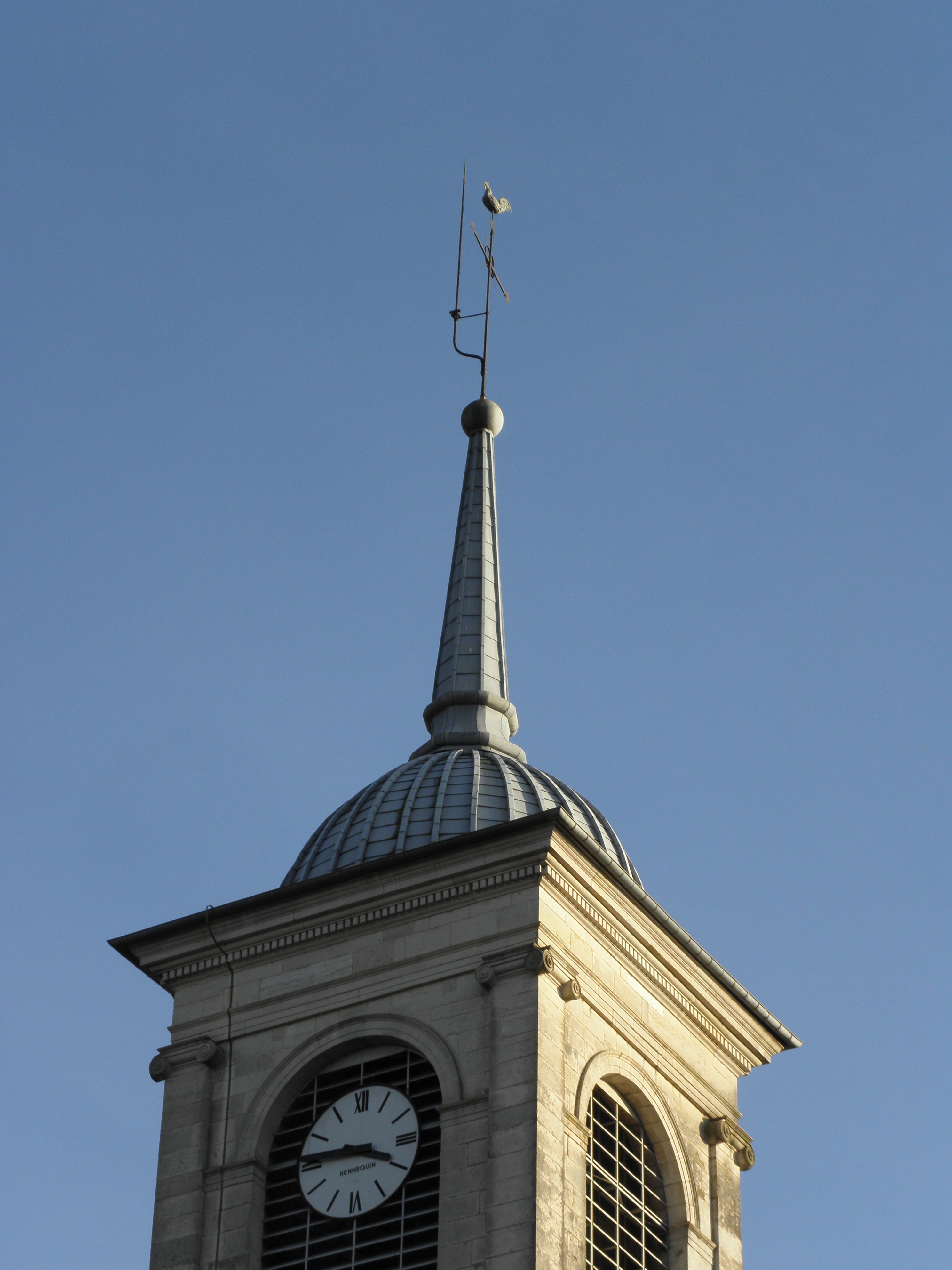
Le clocher de l’église.
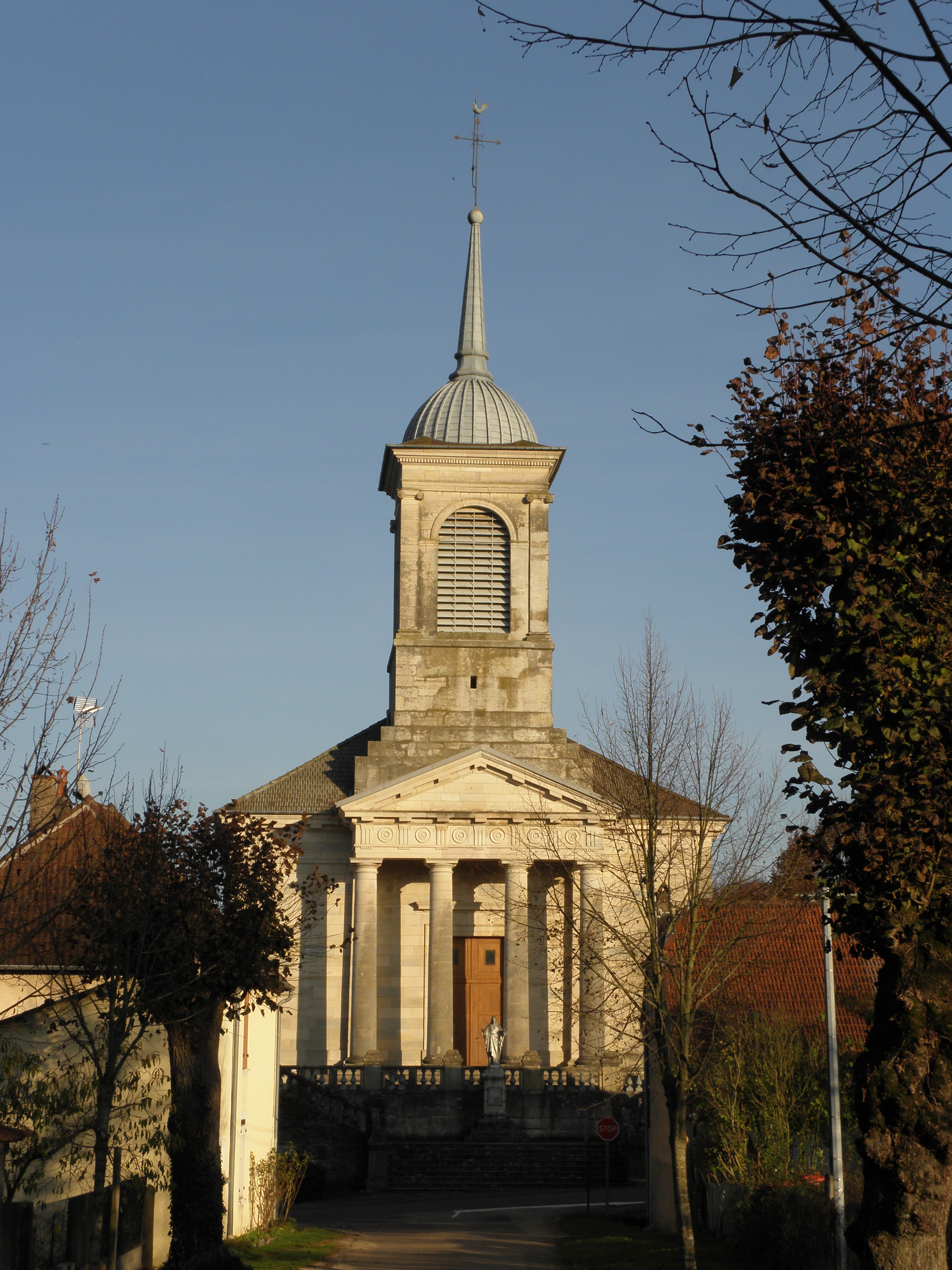
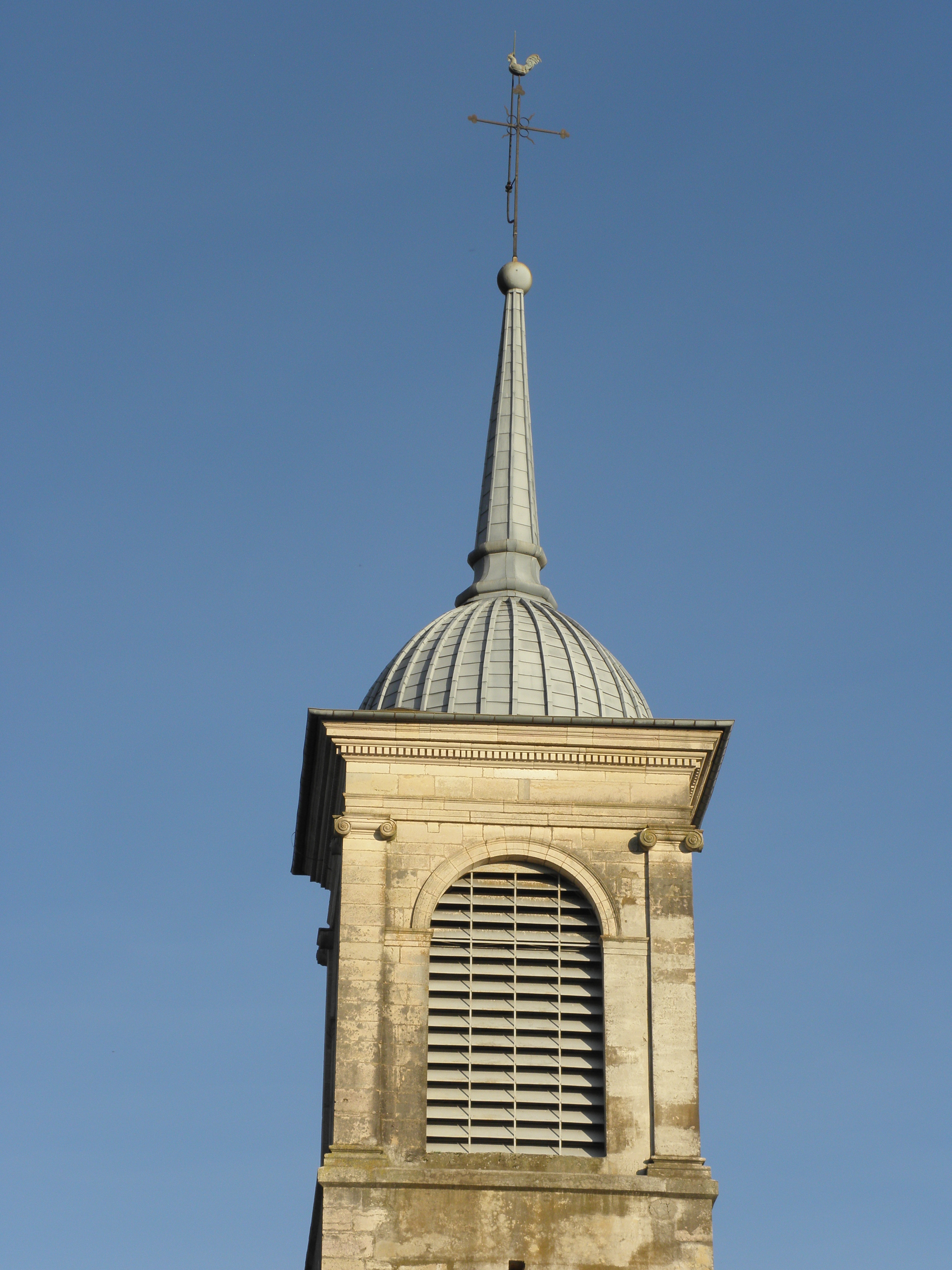

- Forges du Grand-Valay

Le haut fourneau est construit en vertu de lettres patentes accordées à Joseph-François Pétremand de Valay le 22 novembre 1689. Il utilise l'énergie hydraulique de la  Tourouge pour actionner ses soufflets. L'établissement métallurgique ferme ses portes en 1875 et est transformée en scierie en 1905, afin de produire des pièces pour le bâtiment et des traverses de chemin de fer, pour une capacité de production annuelle de 1 500 tonnes.
La maison du directeur des forges et les logements ouvriers datent du XVIIIe siècle,.

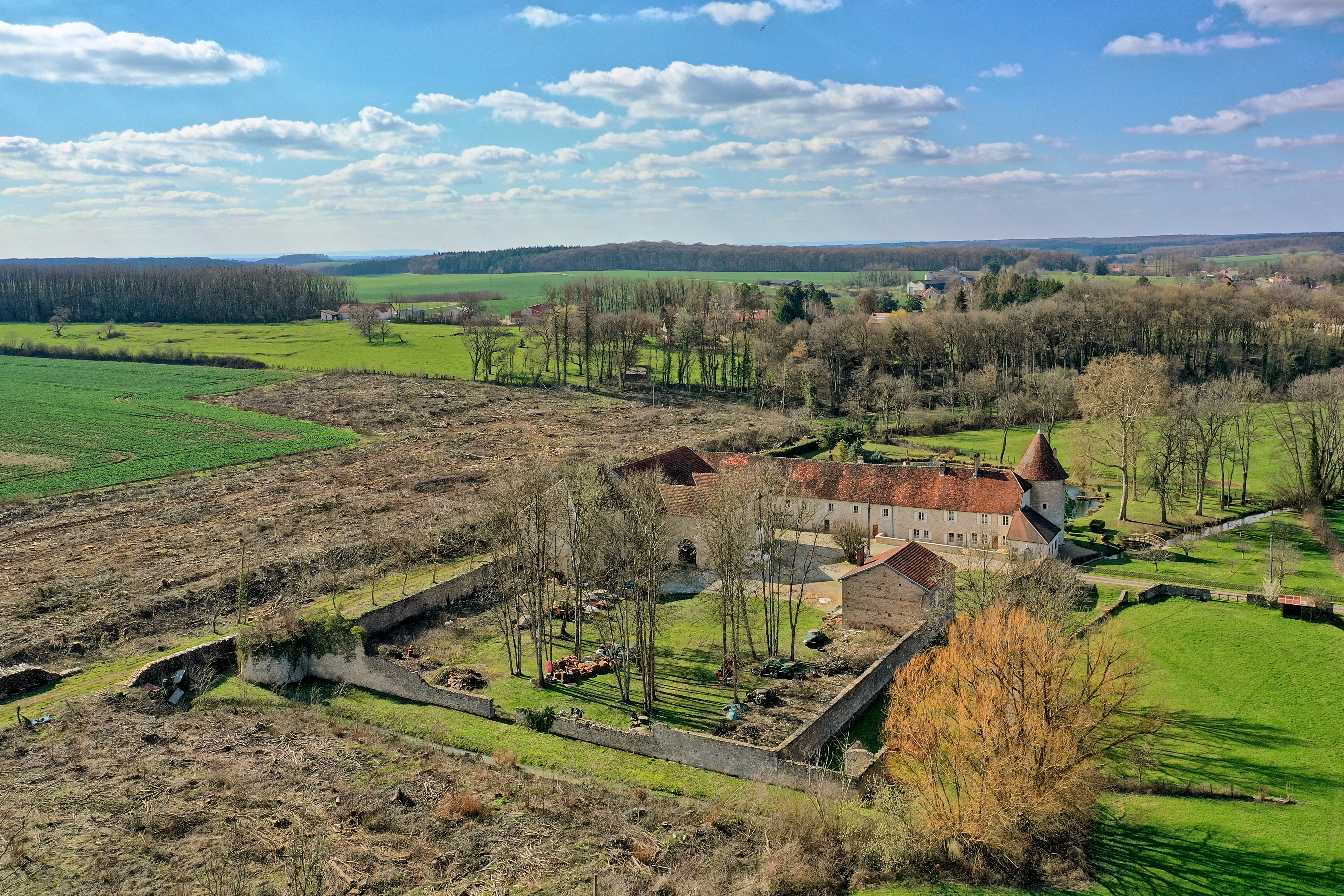
L'ancien haut-fourneau de Petit-Valay.

- Le château fort dit le Vieux Château, puis haut fourneau du Petit-Valay

Lorsqu'il est acquis par les frères Menans en 1854, le "Vieux château" se compose de bâtiments ordonnés autour d'une cour rectangulaire, délimitée aux angles par trois tours rondes, dont l'une est à demi arasée.
Les bâtiments ont été utilisés jusqu'en 1952 comme entrepôts commerciaux par un négociant en vins.
En 1949, un incendie détruit la presque totalité des entrepôts et magasins situés contre les murs d'enceinte sud et est. Le bâtiment des hauts fourneaux, vidé de ces installations, est encore en place.
Le site est aujourd'hui habité par un particulier.
- Château Petremand de Valay, du XVIIIe siècle[35].
- Lavoir du XIXe siècle[36].
- Ermitage Sainte-Cécile

Au hameau de Sainte-Cécile (entre Valay et Chaumercenne), existent les ruines d'une ancienne chapelle à fenêtres ogivales. Cet ermitage est attesté dès la fin du XIIe siècle. La chapelle était une annexe de la Maison du Temple de Montseugny, dépendante des templiers de l'ordre de Malte. On y remarque encore leur emblème sculpté dans la pierre. Vendue comme bien national à la Révolution, elle a été transformée en exploitation agricole au XIXe siècle puis abandonnée et ruinée pendant le XXe siècle,.
Il semblerait que cette chapelle ait été construite sur l'emplacement d'une source miraculeuse et d'un ancien cimetière. À quelques mètres du hameau se situe cette source réputée guérir la cécité.

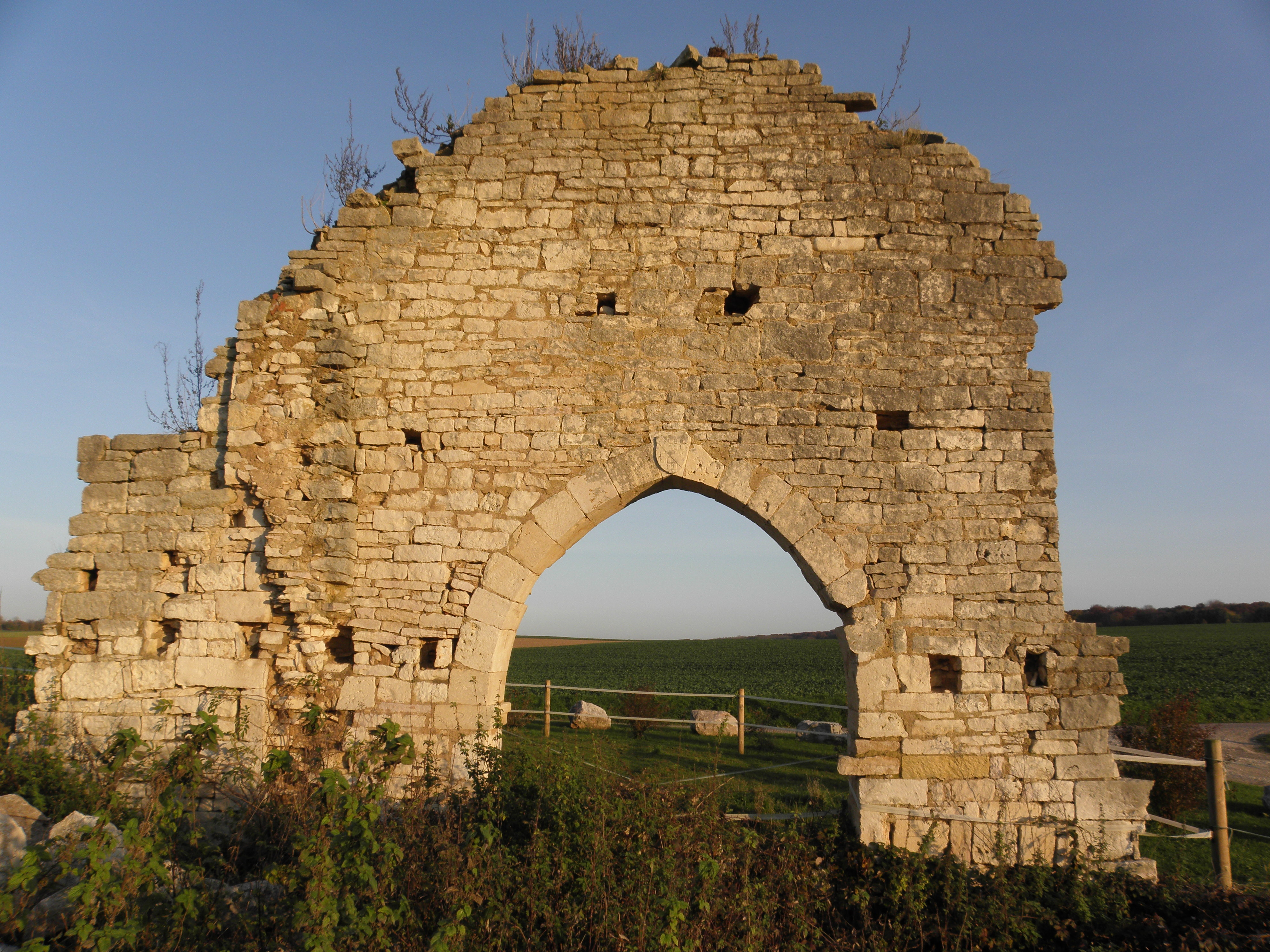
L’entrée de l’ermitage Sainte-Cécile.
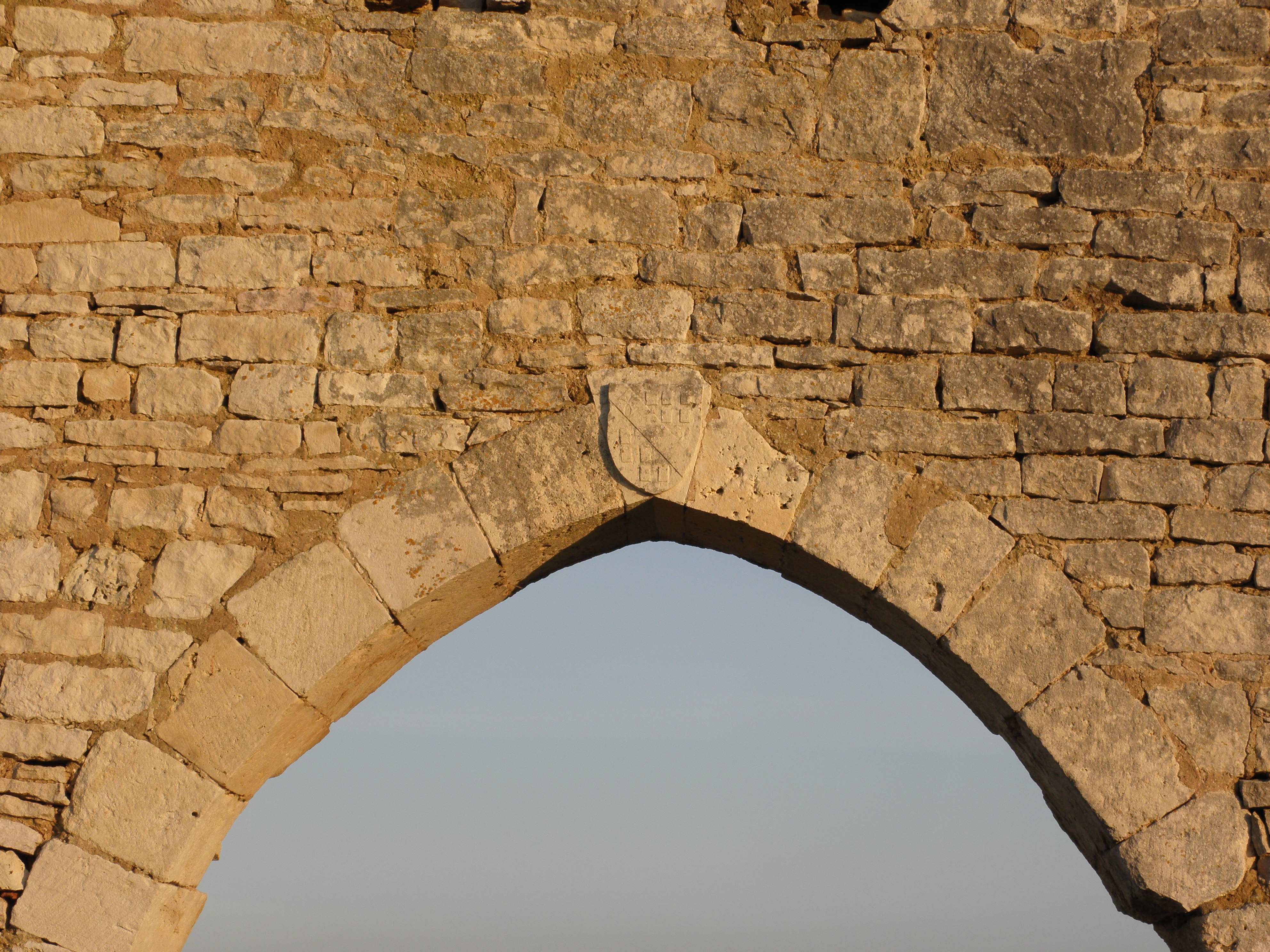
La porte ogivale de l’entrée de l’ermitage.
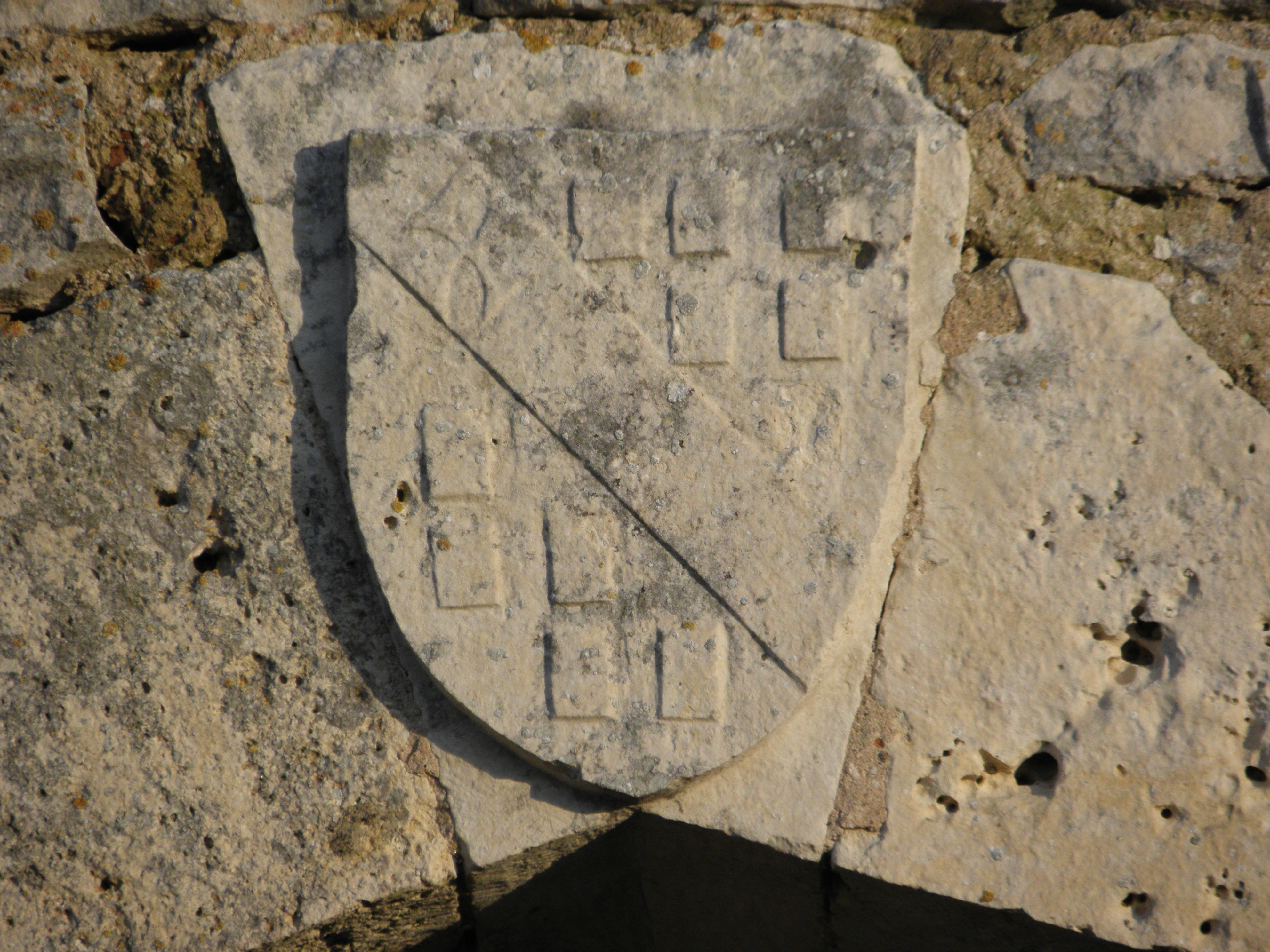
Les armoiries des Templiers au-dessus de l’entrée de l’ermitage Sainte-Cécile.
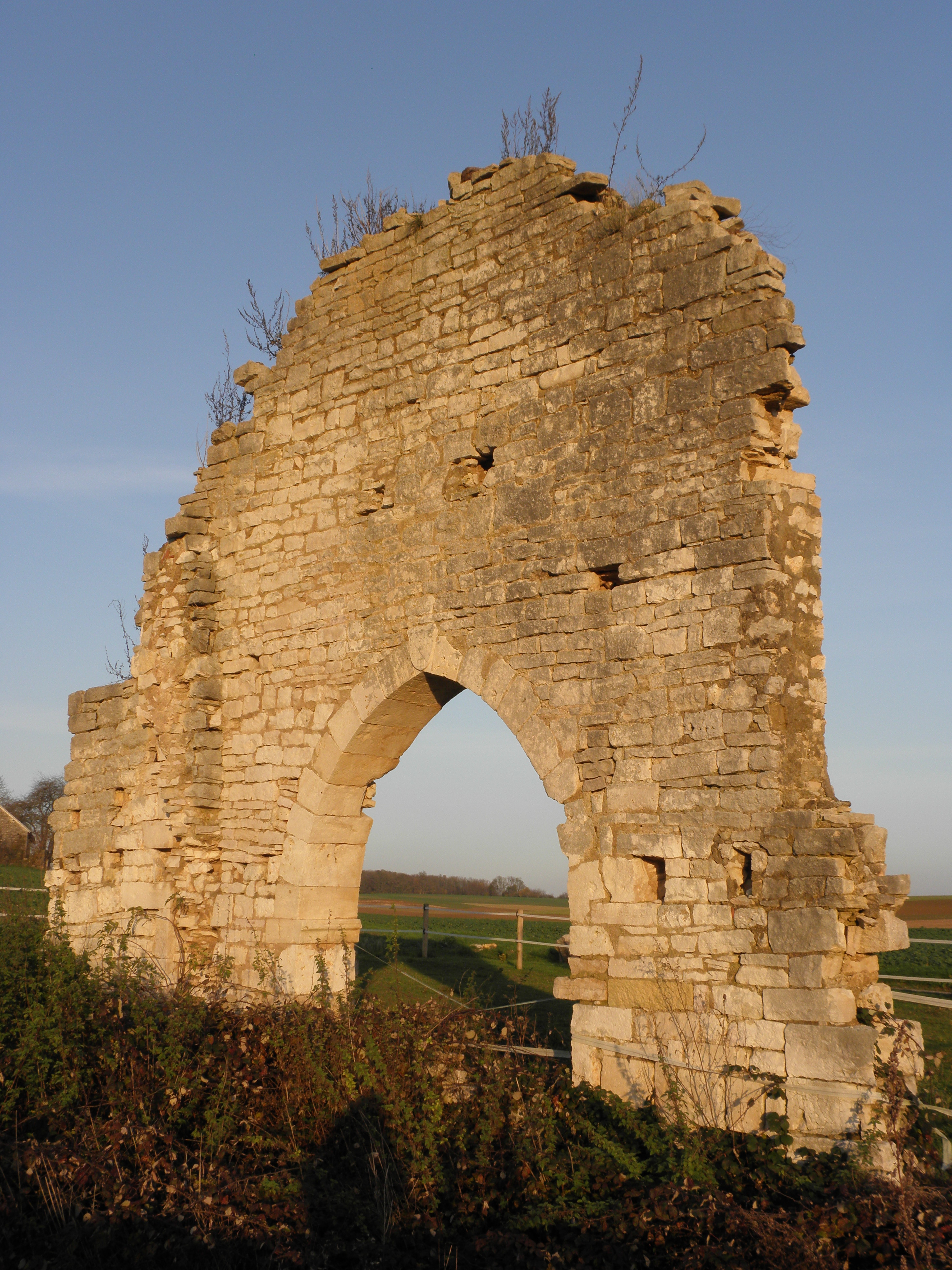

- Croix de chemin à Vigny, édifiée en 1820[39].
- Maisons et fermes des XVIe  au   XIXe siècle[40].
- Jardin des Vieilles vignes, labellisé Jardin remarquable (propriété privée)[41].

### Personnalités liées à la commune

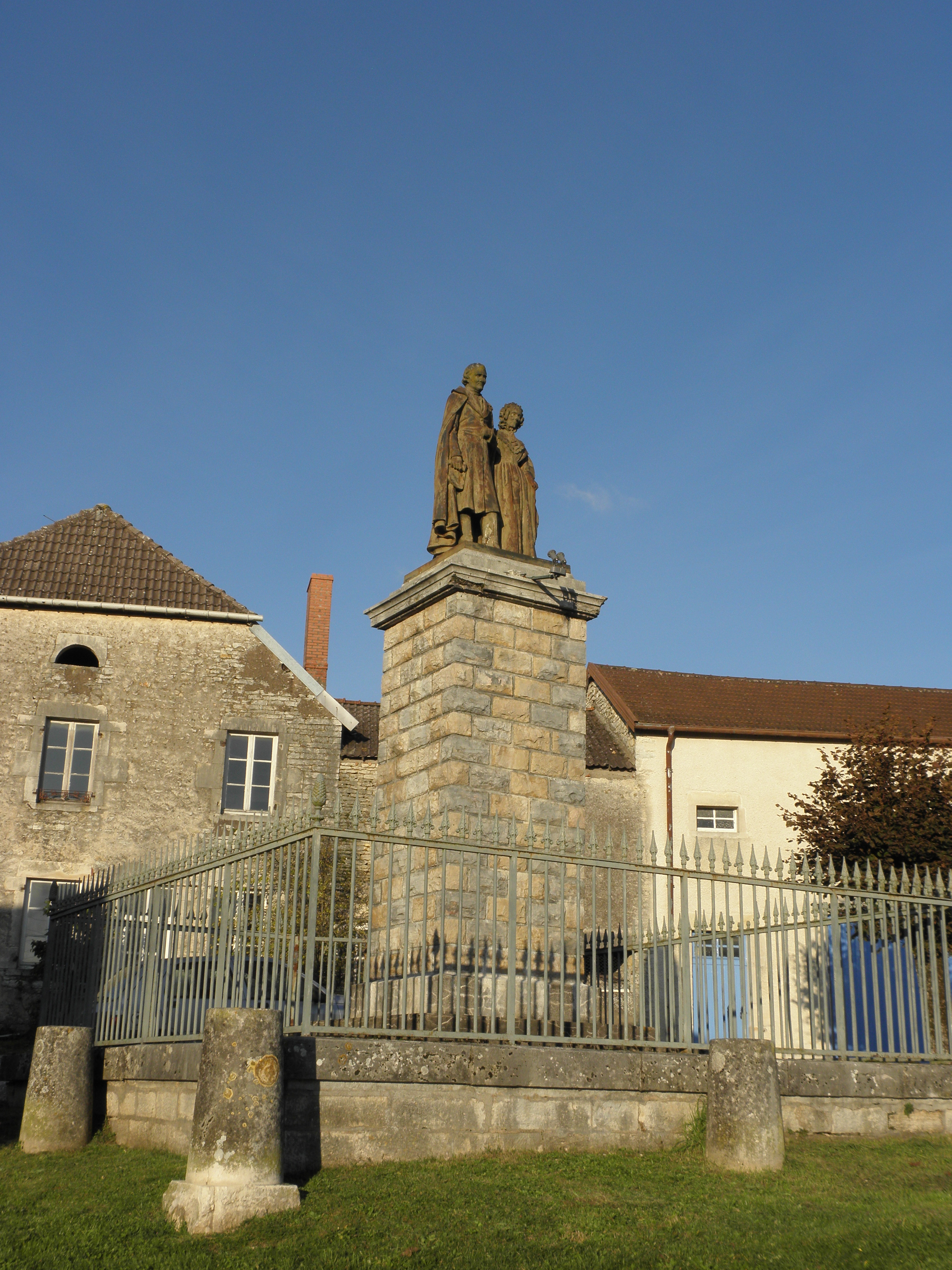
La statue des Pétremand de Valay.

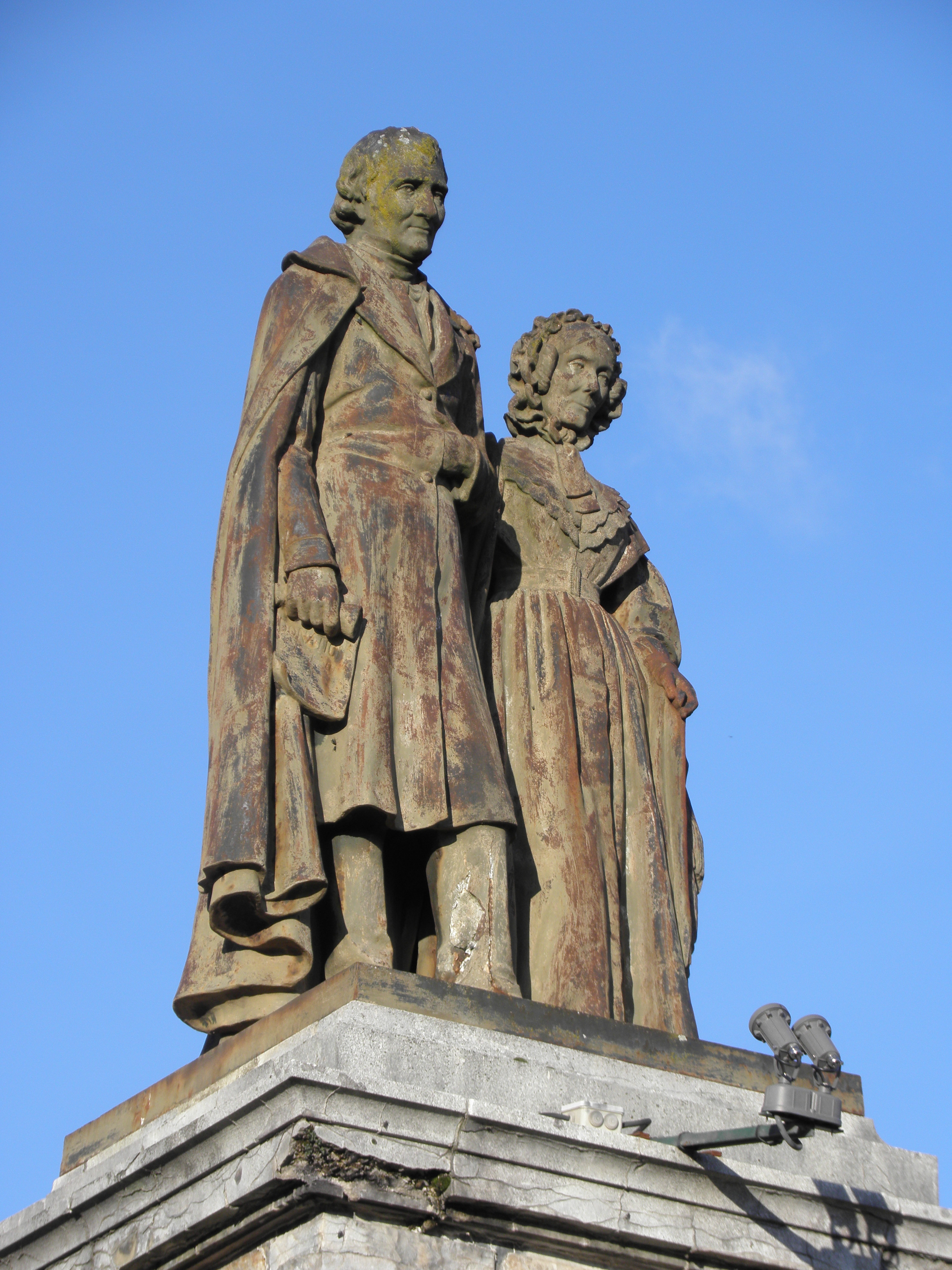
Le monument des Pétremand de Valay.

- Désiré-Adrien Pétremand, né au château de Valay le 9 octobre 1758 et décédé le 15 mai 1849. Bienfaiteur de la commune.
- Madame de Valay, née de Salignac de Lamothe Fénelon, le 14 avril 1767 à la Martinique. Elle est une arrière-petite-nièce de Fénelon, qui fut précepteur du duc de Bourgogne et archevêque de Cambrai. Elle épousa M. Pétremand de Valay en 1798. Elle est décédée le 3 décembre 1847 à Besançon.

La commune a élevé un monument à la mémoire de son ancien seigneur et maire Désiré-Adrien Pétremand de Valay et à son épouse qui furent les bienfaiteurs de la commune et des pauvres.
Le monument Pétremand de Valay a été inauguré le 24 novembre 1857.
Le monument qui s'élève sur la place est l'œuvre de trois artistes de Besançon : MM. Piguet, sculpteur, Saint-Eve aîné, fondeur et Jean-Paul-Paschal Franceschi, élève de François Rude, chargé des moules. Initialement appelée place du Mont-Ruchot, la place a pris le nom, le 24 novembre 1857, jour de l'inauguration du monument, de place Fénelon.
Seigneurs et co-seigneurs identifiés de Valay
| Liste des seigneurs et co-seigneurs identifiés de Valay | |              |
| Année | Nom | Observations |
| 1327 | Guiot de Montbozon | [ 43 ]       |
| avant 1508 | Marc de la Baume | [ 44 ]       |
| 1508 | Odo Desmoulins | [ 45 ]       |
| 1532 | Philippe de Main/de Malain et ses fils Gui et Georges de Malain                                                                | [ 46 ]       |
| 1546 | Pierre de Vadans/d'Avadans | [ 47 ]       |
| vers 1530 | Catherin Mairot/Mayrot | [ 48 ]       |
| 1553 | Girard de Rye | [ 49 ]       |
| 1601 - 1611 | Pierre Mayrot époux de Geneviève de Champagne                                                                                  | [ 50 ]       |
| 1601 | Denis-Grégoire Pétremand | [ 50 ]       |
| 1630 | Henri Mairot |              |
| avant 1667 | Charles-Guillaume de Mesmay les héritiers de Claude-Antoine de Saint-Moris, Philippe Jacquinot                                 |              |
| 1667 | Françoise Béreur, veuve de Charles Pétremand et leurs enfants : Joseph Pétremand, François Pétremand, Denis-Grégoire Pétremand | [ 51 ]       |
| 1675 | Claude-Antoine de Saint Mauris, Françoise Béreur, veuve de Charles Pétremand, Charles-Guillaume de Mesmay                      | [ 52 ]       |
| 1697 | Joseph Pétremand | ,            |
| 1722 | Charles Pétremand | [ 55 ]       |
| avant 1771 | Charles-François Pétremand |              |
| 1771 | Philippe-Désiré Pétremand | [ 56 ]       |
| Sources des données : Archives départementales du Doubs et de la Haute-Saône et Monographie de Champtonnay de Didier Krackenberger, Besançon,1995, pages 19–43 | |              |

Bernard Bouvard, né le 18 Janvier 1924 à Valay et mort le 21 Juillet 2009 à Valay, est un coureur cycliste français spécialiste du demi-fond.